# Simulium nikkoense
Simulium nikkoense är en tvåvingeart som beskrevs av Tokuichi Shiraki 1935. Simulium nikkoense ingår i släktet Simulium och familjen knott. Inga underarter finns listade i Catalogue of Life.